# Daniela Airoldi
Daniela Airoldi (Bologna, 16 gennaio 1959) è un'attrice, cabarettista e cantante italiana.

## Gli esordi
Da piccolissima partecipa allo Zecchino d'Oro con la canzone Concertino in cucina, scritta da Laura Zanin e Tertulliano Luppi, assieme a Marco Lo Giusto e Oreste Patacchini e poi rimane nel Coro dell'Antoniano per ben 8 anni.

## Debutto in teatro
Frequenta la Scuola di Recitazione dell'ATER teatro di Bologna e debutta negli anni '80 con la compagnia di Alberto Lionello, dove lavora per quattro anni, dal 1984 con lo spettacolo Divorziamo di Victorien Sardou, in tournée fino al 1986 e nello stesso anno recita ne Il Gioco delle Parti di Luigi Pirandello, fino a tutto il 1987.
È del 1990 lo spettacolo Rap Chantant, nella compagnia di Fiorenzo Fiorentini. Questa volta si tratta di un varietà (spettacolo) con un passaggio verso la prosa leggera e il cabaret.

## Cabaret e musical
In veste di attrice comica si esibisce in Italia e all'estero in molti spettacoli fra i quali Formato Tascabile, Le Formiche non vengono mai sole, Meno male, La show formic, Bella dentro.
Autrice anche dei testi, in collaborazione con Alessandro Segreto, nel 2001 mette in scena Omaggio a Édith Piaf. Come cantante inoltre ha partecipato nel 1992 al Festival di Sanscemo con la canzone Nonno.

## Cinema
Il suo strampalato personaggio è stato notato anche da Federico Fellini, che nel 1990 le affida una parte ne La voce della luna. Partecipa poi ad altri due film, Senza scrupoli 2, per la regia di Carlo Ausino, sempre nel '90, e alla commedia di costume ...e se domani, regia di Giovanni La Parola, con i comici Luca e Paolo nel 2006. Nel 2008 è nel cast del film Brokers - Eroi per gioco, regia di Emilano Cribari, nel ruolo della parrucchiera Norina, una delle protagoniste. Nel 2015 partecipa al film Uno anzi due di e con Maurizio Battista, regia di Francesco Pavolini, nel ruolo della cliente fissa del bar. Nel 2018 è nel film di Luca Miniero Sono tornato nell'importante ruolo di Laura, la signora del cane; proprio per questo ruolo partecipa al programma tv Cinematografo di Gigi Marzullo. Sempre nel 2018 recita in La ricetta della mamma, corto tratto da un racconto di Giorgio Faletti, regia di Dario Piana, nel ruolo di Mercedes Della Bona. Nel 2020 riceve il "Vince", Premio  Vincenzo Crocitti Attrice in Carriera; recita nel film indipendente L'uomo samargantico, regia di Luca Martinelli nell'importante ruolo della Dottoressa Ilde Panzerotti.

## Radio e televisione
Protagonista in molte occasioni nei principali canali televisivi italiani, dalle 135 puntate di Jeans 2 con Fabio Fazio su RAI 3, a Scherzi a parte, da Bambiricchinate, con Enza Sampò, fino ai più recenti Bar Stadio su Sky, Medici miei su Italia 1 e Io e Margherita sit-com con Margherita Fumero e Enrico Beruschi.
- Tintarella di luna - Radio 2 RAI (1995)
- Senza raccomandazione - R.D.S.(1997)
- Jeans 2 - Rai 3 (1987 - 88)
- Dancemania - Rai 3 (1989)
- Bambiricchinate - Rai 3 (1990)
- Complotto di famiglia - Canale 5 (1995)
- Scherzi a parte - Canale 5 (1995/1999/2003)
- 6 del mestiere - Canale 5 (1997)
- Passami la gomma - Sit-com - Happy Channel (1998)
- Bubble Tv - Happy Channel (1999)
- Forum - Rete 4 (1999)
- Don Luca - Canale 5 (2003)
- Camera Cafè - Italia 1 (2005)
- Love Bugs - Italia 1 (2005)
- Il mammo - Canale 5 (2005)
- La strana coppia - Italia 1 (2007)
- Andata e ritorno - Rai 2 (2007)
- Bar Stadio - Sky Comedy Central (2007/2008)
- Medici miei - Italia 1 (2008)
- Finalmente una favola - Canale 5 (2008)
- Io e Margherita - Sit-com Studio 1 (2010)
- Casa Zecchino- 30 puntate su TV 2000, regia di Maurizio Ventriglia (2013)
- I rimedi della nonna- 15 puntate su DONNA MODERNA TV (2014)
- Cinematografo- Rai 1, ospite per il film “Sono Tornato” (2018)
- Monstershop - canale DeAKids Sky, protagonista di puntata ruolo: la Strega Oscura (2018)
- La ricetta della mamma corto, regia D. Piana, Ruolo: Mercedes Della Bona (2018)
- Viaggio nell'Italia del Giro - RAI 2 Special Guest (2019)

## Riconoscimenti
Nel dicembre 2020 le viene consegnato il Premio Internazionale Vincenzo Crocitti "In Carriera".